# Магомедова, Сапият Ахмедовна
Сапият Ахмедовна Магомедова (род. 11 февраля 1979, Артлух, Дагестанская АССР) — дагестанский адвокат, правозащитница. Росла в Хасавюрте, в 2001 году окончила юридический факультет Дагестанского государственного университета. Защищает интересы клиентов вплоть до обращения в ЕСПЧ, берётся за дела, от которых могут отказываться другие адвокаты — например, об использовании полицией пыток подозреваемых в связях с дагестанским вооружённым подпольем, помогает жертвам сексуализированного насилия, особенно табуированного в регионе.
Из-за своей правозащитной деятельности неоднократно получала угрозы. 17 июня 2010 года подверглась нападению и жестокому избиению сотрудниками правоохранительных органов в Хасавюрте во время визита к своей подзащитной. По поводу данного дела сделали заявления правозащитный центр «Мемориал» и Human Rights Watch. Начальник ОВД Хасавюрта Шамиль Темигереев в связи с данным инцидентом заявил, что Сапият сама напала на милиционеров и клевещет на них.
Подобный же случай произошёл с ней в апреле 2021 года.
В 2009 году против Сапият Ахмедовны было возбуждено уголовное дело за оскорбление следователя из прокуратуры (производство по делу было прекращено в 2011 году). В 2010 году в ходе расследования дела об избиении в рамках встречных исков Сапият была и обвиняемой, и потерпевшей; в декабре 2011 года объединённое дело было закрыто в связи с отсутствием состава преступления в действиях и той, и другой стороны.

## Награды
- Герой Кавказа-2012 (по результатам пользовательского голосования издания «Кавказский узел»)[11]
- Премия «Человек — человеку» (2013) «за исключительное личное мужество для защиты жертв нарушений прав человека»[5][11]
- Премия имени Пера Ангера[6]